# コフーン準男爵
コフーン準男爵（Colquhoun baronets）は、イギリスの準男爵位。2つ存在し、ひとつはノバスコシア準男爵、もうひとつはグレートブリテン準男爵である。

## コフーンのコフーン準男爵 (1625年)

コフーン準男爵（1625年）にかかる紋章。
グラント家の紋（赤地に3つの古代冠）に対して、準男爵を示すノヴァスコシアの紋章がクォーターされている。

コフーンのコフーン準男爵(Colquhoun baronetcy, of Colquhoun)は、ルスのコフーン氏族であるジョン・コフーンが1625年8月30日にノバスコシア準男爵として叙位されたのにはじまる。娘アンしかなかった5代準男爵ハンフリー・コフーンは、1704年3月30日に準男爵位を王冠に一度返還し、4月29日に新たな継承方法を規定されたうえで再度与えられた。これにより娘婿のジェイムズ・グラントと、彼とアンの間の男系男子を相続人とする準男爵位となった。これにより彼の死後は準男爵位はグラント家へ移り、9代準男爵ルイス・グラントが1811年にスコットランド貴族爵位第5代シーフィールド伯爵（男子なき場合に女子相続が規定されている）を継承したため、その従属称号となった。その後、9代シーフィールド伯爵(13代準男爵)は1884年6月17日に連合王国貴族爵位ストラスペイ男爵に叙された。しかし、1915年11月12日に娘しかなかった第11代シーフィールド伯爵が死去した際に、男系男子に限定されるストラスペイ男爵と準男爵位は11代伯の女系に継承が行われたシーフィールド伯爵と分離して、10代伯の次男に継承された。以降準男爵位はストラスペイ男爵位の従属称号として彼の子孫に受け継がれて存続している。詳細はシーフィールド伯爵とストラスペイ男爵を参照。
- 初代準男爵サー・ジョン・コフーン（英語版） (John Colquhoun, -1650頃)
- 2代準男爵サー・ジョン・コフーン (John Colquhoun, 1622頃–1676)
- 3代準男爵サー・ジェイムズ・コフーン (James Colquhoun, ?-1680頃)
- 4代準男爵ジェイムズ・コフーン (James Colquhoun, ?-1688頃)
- 5代準男爵サー・ハンフリー・コフーン (Humphrey Colquhoun, -1718頃)
- 6代準男爵サー・ジェイムズ・グラント（英語版） (James Grant, 1679–1747)
- 7代準男爵サー・ルドウィック・グラント（英語版） (Ludovick Grant, 1707–1773)
- 8代準男爵サー・ジェイムズ・グラント（英語版） (James Grant, 1738–1811)
- 9代準男爵ルイス・アレグザンダー・グラント（英語版） (Lewis Alexander Grant, 1767–1840) 1811年にシーフィールド伯爵位を継承
  - 以降はシーフィールド伯爵とストラスペイ男爵参照

## ルスのコフーン準男爵 (1786年)
ルスのコフーン準男爵(Baronet Colquhoun, of Luss)は、上記6代準男爵ジェイムズ・グラントと5代準男爵ハンフリー・コフーンの娘アンの間の次男でコフーン荘園を相続したジェイムズ・コフーンが、1786年6月27日にグレートブリテン準男爵として叙位されたのにはじまる。
- 初代準男爵サー・ジェイムズ・コフーン (James Colquhoun, 1714–1786)
- 2代準男爵サー・ジェイムズ・コフーン (James Colquhoun, 1741–1805)
- 3代準男爵サー・ジェイムズ・コフーン（英語版） (James Colquhoun, 1774–1836)
- 4代準男爵サー・ジェイムズ・コフーン（英語版） (James Colquhoun, 1804–1873)
- 5代準男爵サー・ジェイムズ・コフーン (James Colquhoun, 1844–1907)
- 6代準男爵サー・アラン・ジョン・コフーン (Alan Colquhoun, 1838–1910)
- 7代準男爵サー・イアン・コフーン (Iain Colquhoun, 1887–1948)
- 8代準男爵サー・アイヴァー・イアン・コフーン（英語版） (Ivar Iain Colquhoun, 1916–2008)
- 9代準男爵サー・マルコム・ロリー・コフーン (Malcolm Rory Colquhoun, 1947-)
  - 法定推定相続人は、現当主の長男パトリック・ジョン・コフーン(Patrick John Colquhoun, 1980-)
    - 法定推定相続人は法定推定相続人は、アーサー・ステュワート・コフーン(Arthur Stewart Colquhoun, 2012-)